# Withernsea
Withernsea ist eine Kleinstadt in der englischen Unitary Authority East Riding of Yorkshire. Laut Volkszählung hatte Withernsea 2001 insgesamt 5.980 Einwohner. Knapp nordwestlich der Stadt kreuzt der Nullmeridian die Nordseeküste.

## Geschichte

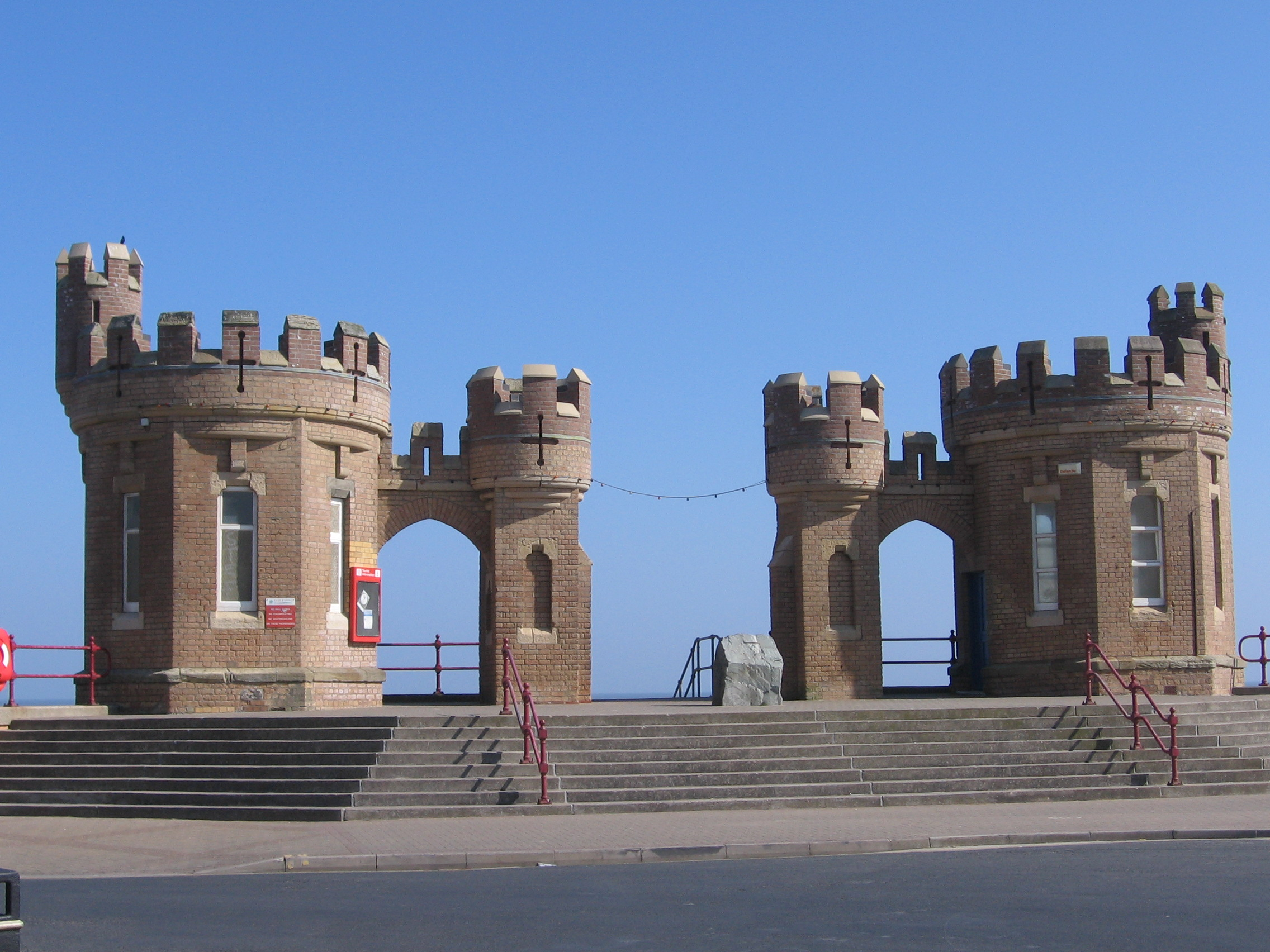
Pier Towers

Wie viele andere Badeorte besitzt auch Withernsea eine breite Promenade. Auf halber Strecke befinden sich die Pier Towers, der Eingang zu einer 364 m langen Seebrücke. Sie wurde 1877 erbaut und kostete £12.000. Sie nahm im Laufe der Zeit Schaden durch fortwährenden Verschleiß durch die Brandung sowie durch mehrere Schiffskollisionen in den Jahren 1880, 1888 und 1903. In den 1930ern wurde das Endstück der Brücke demontiert und der übrige Teil restauriert.
Mitte des 19. Jahrhunderts wurde die Hull and Holderness Railway erbaut, welche Kingston upon Hull mit Withernsea (via Keyingham und Patrington) verband. Sie wurde vor allem für Urlaubsfahrten viktorianischer Arbeiterfamilien genutzt und sorgte für eine Stärkung der wirtschaftlichen Lage der Stadt. Die Bahnlinie wurde 1964 stillgelegt; heute sind keine Überreste der Strecke mehr zu sehen.

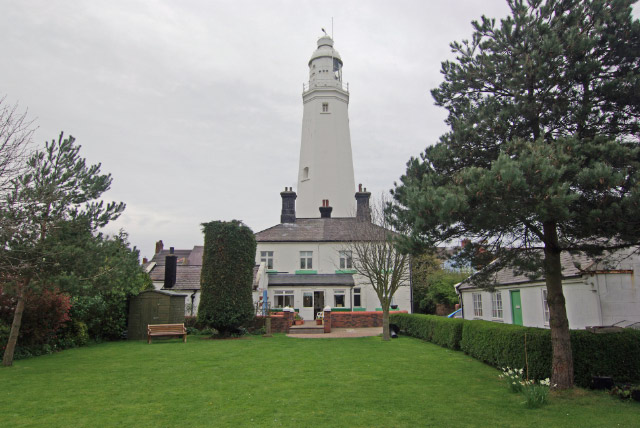
Leuchtturm

Das Wahrzeichen der Stadt ist der 38 m hohe Leuchtturm. Er befindet sich zwar nicht mehr in Betrieb, beherbergt heute jedoch ein Museum über die 1926 in Withernsea geborene Schauspielerin Kay Kendall.
Wie in den meisten britischen Feriengebieten sanken aufgrund der günstigen Mittelmeer-Konkurrenz in den letzten Jahrzehnten die Übernachtungszahlen stetig. Jedoch kann immer noch ein deutlicher Touristenandrang zwischen Juni und August festgestellt werden.
Die Wirtschaft der Stadt konzentriert sich auf den Einzelhandel sowie im Sommer auf den Verkauf von Souvenirs und Strandutensilien. Auch die Spielhallen machen in dieser Zeit den größten Umsatz. Der größte Arbeitgeber der Stadt ist jedoch die örtliche weiterführende Schule. Sie ist auf die Bereiche Technologie und Geisteswissenschaften spezialisiert.
Es existiert ein Golfplatz sowie ein Freizeitzentrum bestehend aus einer Sporthalle und einem Hallenbad. Verschiedene Kneipen sind überall in der Stadt zu finden.
Withernsea besitzt ein eigenes Krankenhaus sowie ein Polizeirevier der Humberside Police.

## Söhne und Töchter der Stadt
- Kenny Baker (1921–1999), Musiker
- Kay Kendall (1927–1959), Schauspielerin
- Charlotte Garside (* 2007), eines der kleinsten Mädchen weltweit (Kleinwuchs wegen Seckel-Syndroms ATR)